# Lijst van heersers van Oman

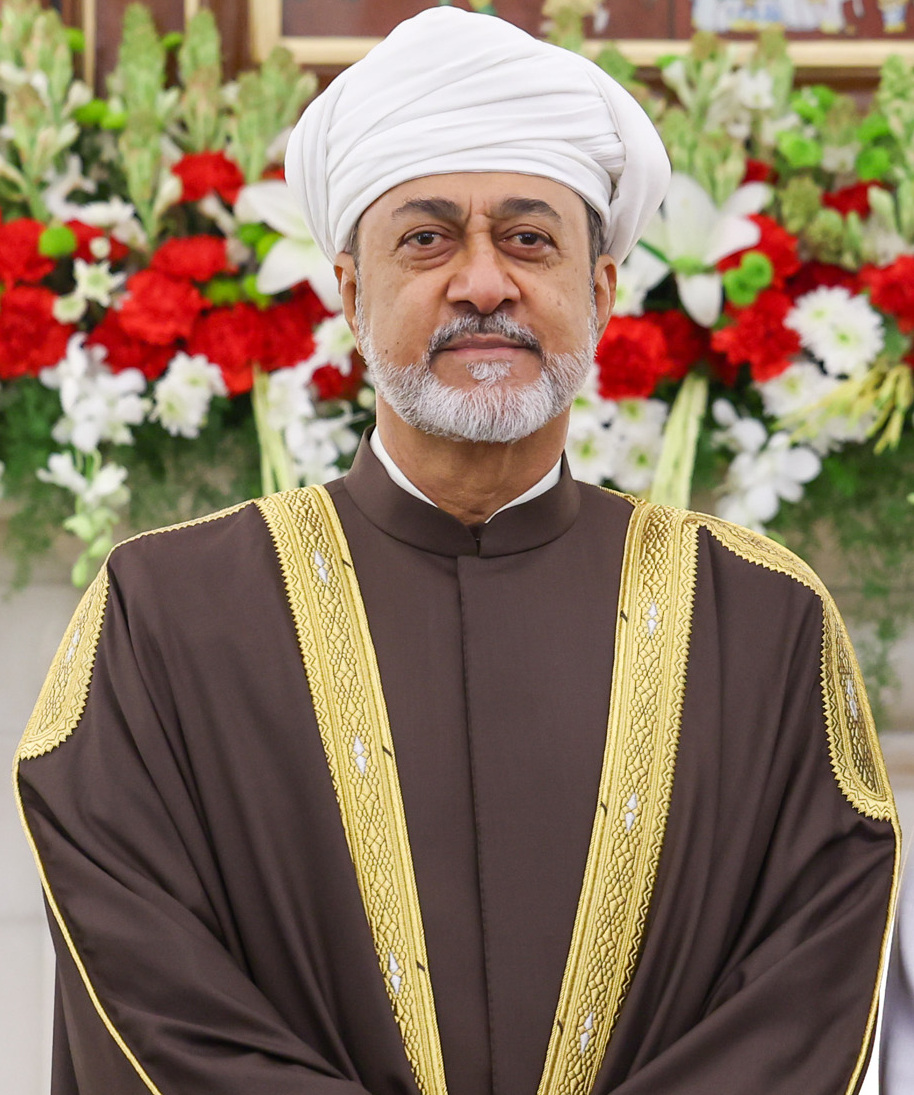
De huidige sultan Haitham bin Tariq.

Hieronder volgt een lijst van heersers van Oman. De sultan van het Sultanaat Oman is de monarch en staatshoofd van Oman. Het is de machtigste positie van het land. De sultans van Oman zijn leden van de Al Busaidi-dynastie, de heersende familie van Oman sinds het midden van de 18e eeuw.
Daarvoor en daarnaast speelden imams een belangrijke rol.
Sinds 11 januari 2020 is Haitham bin Tariq Al Said de sultan.

## Lijst van imams (751-1959)
| Imams                            | Imams                 | stam                  |       | jaar        |
| Naam in het Nederlands           | Namen in het Arabisch | stam                  |       | jaar        |
| -------------------------------- | --------------------- | --------------------- | ----- | ----------- |
| Al-Julanda bin Mas'ood           | الجلندى بن مسعود      | Azd                   | ?     | 751         |
| Mohammed bin Abi Affan           | محمد بن أبي عفان      | Azd                   | Nizwa | ?           |
| Al-Warith bin Ka'ab              | الوارث بن كعب         | Yahmad                | Nizwa | 801         |
| Ghassan bin Abdullah             | غسان بن عبد الله      | Yahmad                | Nizwa | 807         |
| Abdulmalik bin Humaid            | عبد المالك بن حميد    | Azd                   | ?     | 824         |
| Al-Muhanna bin Jayfar            | المهنا بن جيفر        | Yahmad                | Nizwa | 840         |
| Al-Salt bin Malik                | الصلت بن مالك         | Azd                   | ?     | 851         |
| Rashid bin Al-Nadhar             | راشد بن النظر         | ?                     | ?     | 886         |
| Azzan bin Tamim                  | عزان بن تميم          | ?                     | Nizwa | 890         |
| Mohammed bin Al-Hassan           | محمد بن الحسن         | Azd                   | ?     | 897         |
| Azzan bin Al-Hazbar              | عزان بن الهزبر        | Yahmad                | ?     | 898         |
| Abdullah bin Mohammed            | عبد الله بن محمد      | ?                     | ?     | 899         |
| Al-Salt bin Al-Qasim             | الصلت بن القاسم       | ?                     | ?     | 900         |
| Al-Husn bin Said                 | الحسن بن سعيد         | ?                     | ?     | 900         |
| Al-Hawari bin Matraf             | الحواري بن مطرف       | ?                     | ?     | 904         |
| Omar bin Mohammed                | عمر بن محمد           | ?                     | ?     | 912         |
| Mohammed bin Yazid               | محمد بن يزيد          | Kinda                 | ?     | ?           |
| Al-Hakm bin Al-Milaa Al-Bahri    | الحكم بن الملا البحري | ?                     | Nizwa | ?           |
| Said bin Abdullah                | سعيد بن عبد الله      | ?                     | ?     | 939         |
| Rashid bin Waleed                | راشد بن الوليد        | ?                     | Nizwa | ?           |
| Al-Khalil bin Shadhan            | الخليل بن شاذان       | ?                     | ?     | 1002        |
| Rashid bin Said                  | راشد بن سعيد          | ?                     | ?     | 1032        |
| Hafs bin Rashid                  | حفص بن راشد           | ?                     | ?     | 1068        |
| Rashid bin Ali                   | راشد بن علي           | ?                     | ?     | 1054        |
| Musa bin Jabir                   | ابن جابر موسى         | ?                     | Nizwa | 1154        |
| Malik bin Aly                    | مالك بن علي           | ?                     | ?     | 1406        |
| Salim bin Rashid Al Kharusi      |                       | Azdi, Yamani, Qahtani | ?     | 1913 - 1919 |
| Muhammad ibn Abdullah Al Khalili |                       |                       | ?     | 1919 - 1954 |
| Ghalib Alhinai                   |                       |                       | ?     | 1954 - 1959 |

## Lijst van imams (1406-1749)

### Nabhani-dynastie (1406-1624)
| Naam                  | Portret | Regeren start | Regeer einde | Opmerkingen                                       |
| --------------------- | ------- | ------------- | ------------ | ------------------------------------------------- |
| Makhzum bin al Fallah |         | 1406          | 1435         |                                                   |
| Abul Hassan uit Oman  |         | 1435          | 1451         |                                                   |
| Omar bin al Khattab   |         | 1451          | 1490         |                                                   |
| Omar al Sharif        |         | 1490          | 1500         |                                                   |
| Muhammad bin Ismail   |         | 1500          | 1529         | Portugees protectoraat opgelegd op 15 april 1515. |
| Barakat bin Muhammad  |         | 1529          | 1560         |                                                   |
| Abdulla bin Muhammad  |         | 1560          | 1624         |                                                   |

### Yaruba-dynastie (1624-1749)
| Naam                 | Portret | Regeren start | Regeer einde | Opmerkingen                                                                |
| -------------------- | ------- | ------------- | ------------ | -------------------------------------------------------------------------- |
| Nasir bin Murshid    |         | 1624          | 1649         |                                                                            |
| Sultan bin Saif      |         | 1649          | 1679         | Het Portugese protectoraat eindigde met hun verdrijving op 1 januari 1650. |
| Bil'arab bin Sultan  |         | 1679          | 1692         |                                                                            |
| Saif bin Sultan      |         | 1692          | 1711         |                                                                            |
| Sultan bin Saif II   |         | 1711          | 1718         |                                                                            |
| Saif bin Sultan II   |         | 1718          | 1719         |                                                                            |
| Muhanna bin Sultan   |         | 1719          | 1720         |                                                                            |
| Saif bin Sultan II   |         | 1720          | 1722         | Tweede regeerperiode                                                       |
| Ya'arab bin Bel'arab |         | 1722          | 1722         |                                                                            |
| Saif bin Sultan II   |         | 1722          | 1724         | Derde regeerperiode                                                        |
| Muhammad bin Nasir   |         | 1724          | 1728         | Geen lid van de dynastie                                                   |
| Saif bin Sultan II   |         | 1728          | 1742         | Vierde regeerperiode; in eerste instantie alleen in het kustgebied         |
| Bal'arab bin Himyar  |         | 1728          | 1737         | Eerste regeerperiode; in het interieur                                     |
| Sultan bin Murshid   |         | 1742          | 1743         |                                                                            |
| Bal'arab bin Himyar  |         | 1743          | 1749         | Tweede regeerperiode; in het interieur                                     |

## Lijst van sultans

### Al Busaidi-dynastie (1749-heden)
| Naam               | Portret         | Regeren start    | Regeer einde      | Opmerkingen |
| ------------------ | --------------- | ---------------- | ----------------- | --- |
| Ahmad bin Said     |                 | 10 juni 1749     | 15 december 1783  | Vanaf 1744 in de kuststreek |
| Said bin Ahmad     |                 | 15 december 1783 | 1784              | Laatste rechtstreekse mannelijke afstammeling van Al Bu Said die het ambt van imam bekleedt. Hij deed afstand van de wereldlijke macht aan zijn zoon Hamad en trok zich terug in Rustaq, waar hij stierf in 1803. |
| Hamad bin Said     |                 | 1784             | 13 maart 1792     | |
| Sultan bin Ahmad   |                 | 13 maart 1792    | 20 november 1804  | |
| Salim bin Sultan   |                 | 20 november 1804 | 14 september 1806 | Medeheersers |
| Said bin Sultan    |                 | 20 november 1804 | 14 september 1806 | Medeheersers |
| 14 september 1806  | 19 oktober 1856 | Enige heerser    |                   | |
| Thuwaini bin Said  |                 | 19 oktober 1856  | 11 februari 1866  | Gedood |
| Salim bin Thuwaini |                 | 11 februari 1866 | 3 oktober 1868    | Afgezet |
| Azzan bin Qais     |                 | 3 oktober 1868   | 30 januari 1871   | Gedood |
| Turki bin Said     |                 | 30 januari 1871  | 4 juni 1888       | |
| Faisal bin Turki   |                 | 4 juni 1888      | 9 oktober 1913    | Brits protectoraat opgelegd op 20 maart 1891. |
| Taimur bin Feisal  | 210x210x        | 9 oktober 1913   | 10 februari 1932  | Afstand gedaan. Stierf op 28 januari 1965 in ballingschap in India . |
| Said bin Taimur    |                 | 10 februari 1932 | 23 juli 1970      | Afgezet in de Omaanse staatsgreep van 1970 . Stierf in ballingschap in het Verenigd Koninkrijk op 19 oktober 1972.                                                                                                |
| Qaboos bin Said    |                 | 23 juli 1970     | 10 januari 2020   | Het Britse protectoraat eindigde op 2 december 1971. |
| Haitham bin Tariq  |                 | 11 januari 2020  | Zittend           | |

## Vlag van de sultan

Vlag van de sultan van Oman.